# L'amore è un gioco
L'amore è un gioco è un brano musicale di Dolcenera, scritto dalla cantautrice stessa in collaborazione con Francesco Sighieri e pubblicato il 26 agosto 2011 come secondo singolo estratto dal suo quinto album di inediti, Evoluzione della specie.
La canzone è prodotta da Dolcenera e Roberto Vernetti, mentre l'arrangiamento è interamente a cura di Dolcenera.

## La canzone
Il brano affronta il tema del perdono, indicato come massima espressione dell'amore. In particolare, l'amore viene descritto nel brano come una sorta di alchimia tra due persone, un sentimento che non può essere spiegato dalla ragione, ma solo dalle parole dei grandi poeti.
Da un punto di vista musicale, il brano è invece fortemente caratterizzato dal suono della batteria.
Il video, in collaborazione con la rivista Playboy, porta la firma alla regia di Saku ed è stato girato per la maggior parte della sua storia in una suite di un albergo milanese.

## Tracce
1. L'amore è un gioco – 4:07 (Dolcenera, Francesco Sighieri)

## Musicisti
- Dolcenera - voce, pianoforte, sintetizzatori, Minimoog, theremin, produzione artistica
- Roberto Gualdi - batteria, percussioni
- Francesco Sighieri - chitarra elettrica
- Stefano Brandoni - chitarra elettrica, chitarra classica, mandolino, banjo, ukulele
- Roberto Vernetti - produzione artistica, missaggio (presso il SOLO Studio di Vercelli), programmazione, registrazione
- Alex Trecarichi - programmazione
- Matteo Maddalena, Davide Lasala, Christopher Ghidoni - assistenti di studio
- Mike March - masterizzazione
- Cristian Milani - registrazione

## Classifiche
| Classifica (2011) | Posizione massima |
| ----------------- | ----------------- |
| Italia            | 42                |
| Italia (airplay)  | 7                 |